# Sporobolus agrostoides
Sporobolus agrostoides är en gräsart som beskrevs av Emilio Chiovenda. Sporobolus agrostoides ingår i släktet droppgräs, och familjen gräs. Inga underarter finns listade i Catalogue of Life.